# Président de la République tunisienne
Vous lisez un « article de qualité » labellisé en 2008.
Le président de la République tunisienne (arabe : رئيس الجمهورية التونسية) est le chef d'État en Tunisie depuis l'instauration de la fonction le 25 juillet 1957. À ce titre, il dirige le pouvoir exécutif avec un gouvernement présidé par le chef du gouvernement. Selon l'article 87 de la Constitution républicaine du 25 juillet 2022, il assure également le haut commandement des forces armées. Il est élu au suffrage universel direct pour un mandat de cinq ans, renouvelable une seule fois.
Depuis le 23 octobre 2019, Kaïs Saïed exerce la présidence.

## Origine
Le premier parti nationaliste, le Destour, fondé en 1920 souhaitait déjà la promulgation d'une constitution qui consacre la souveraineté populaire et les principes d'un pouvoir démocratique sans toucher au principe de la monarchie. Tout comme le Néo-Destour qui fait scission en 1934 sous la direction de Habib Bourguiba, il continue d'exprimer son allégeance au régime en place. Le congrès du Néo-Destour tenu à Sfax du 15 au 18 novembre 1955 estime : 
« Il est nécessaire de procéder d'urgence à des élections générales démocratiques pour les municipalités et pour une assemblée constituante qui sera chargée d'établir une constitution définissant le régime gouvernemental du pays sur la base de la monarchie constitutionnelle, étant entendu que le peuple seul est la source de la souveraineté qu'il exerce par l'intermédiaire d'un parlement composé d'une assemblée unique élue au suffrage universel et direct dans le respect du principe de la séparation des pouvoirs législatif, exécutif et judiciaire. »

À propos de la perception du régime par la population, Mohsen Toumi écrit : 
« Parler de monarchie, d'ailleurs, est beaucoup dire. La dynastie husseinite et les familles de courtisans qui l'entouraient, d'origine turque comme elle (en fait des affranchis au service de l'Empire ottoman quasi exilés dans ses confins ouest) ne s'identifiaient aucunement au pays et le pays ne s'est jamais identifié à ces « leveurs » d'impôts qui n'hésitaient pas à faire appel aux armées étrangères pour réduire les séditions. Corrompus, décadents et incompétents, ils furent avec leurs proches à l'origine de la colonisation française et freinèrent tant qu'ils purent la marche vers l'indépendance. »

Ce n'est donc que contraint que Lamine Bey signe le 29 décembre 1955 le décret appelant à l'élection de l'Assemblée constituante,. Aussitôt après l'indépendance et l'élection de l'Assemblée, le bureau politique du Néo-Destour réuni le 10 avril 1956 force le souverain à charger Bourguiba de former le premier gouvernement de la Tunisie indépendante. Ce dernier prend alors une série de mesures comme la fin des privilèges de la famille husseinite (décret du 31 mai) ou l'administration du domaine privé de la liste civile du bey (budget annuel alloué aux dépenses de tous les membres de la famille beylicale) ainsi que du domaine de la couronne par un administrateur relevant du ministère des Finances. Charles Debbasch écrit à ce propos : 
« Les dirigeants du Néo-Destour se sont progressivement rendu compte que l'existence du bey à la tête de l'État était une faille au principe d'unité. Peu à peu, les chefs du parti néo-destourien rognèrent toutes les prérogatives beylicales, à quoi sert alors le bey, qui au demeurant n'est pas néo-destourien ? C'est un élément hétérogène dans une structure homogène. »

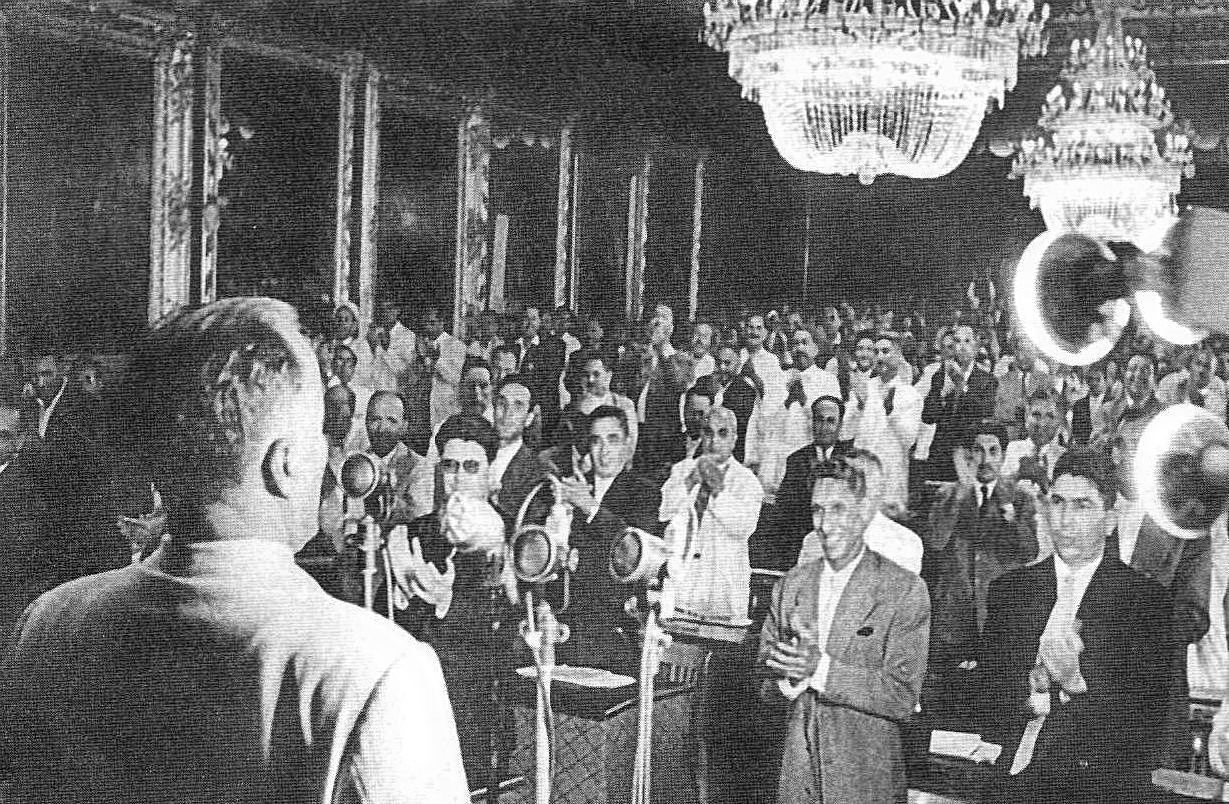
Cérémonie de proclamation de la république le 25 juillet 1957.

À l'occasion du second anniversaire de son retour en Tunisie, le 1er juin 1957, Habib Bourguiba désire proclamer la République, mais la crise des rapports franco-tunisiens due à la suspension de l'aide financière de la France, ajourne l'événement. Le 22 juillet, le bureau politique du Néo-Destour annonce la convocation des députés de l'Assemblée constituante à une séance extraordinaire organisée le 25 juillet. La séance débute à 9 h 23 dans la salle du trône du palais du Bardo sous la présidence de Jellouli Farès et en présence du corps diplomatique. Le Premier ministre Habib Bourguiba et les membres de son gouvernement, à l'exception de Béchir Ben Yahmed qui n'est pas parlementaire, siègent sur le banc des députés. Ouvrant la séance, Farès souligne que les députés sont appelés à se prononcer sur la forme du régime. Ahmed Ben Salah, vice-président de l'Assemblée, précise sa pensée en ces termes : 
« L'État doit se libérer du joug hérité du passé, cela ne peut que consolider l'indépendance du pays et la souveraineté du peuple tunisien. Il n'y a aucun doute, nous serons aujourd'hui délivrés des séquelles de l'ancien régime. Il ne peut y avoir de souverain dans ce pays, et la volonté du peuple est sacrée. Notre génération a été élevée dans la doctrine du Néo-Destour, aspirant à la liberté, à la paix et à la prospérité. Nous devons jouir pleinement de notre souveraineté totale et sans partage. Lors de la lutte, nous avons déjà vécu un régime républicain, car à l'époque, il y avait deux Tunisie, l'une fictive, l'autre réelle. La République a déjà vécu en Tunisie sous l'illégalité ; nous devons aujourd'hui la légaliser. »
 Ces propos sont confirmés par les interventions suivantes. À 15 h 30, Bourguiba commence un procès méthodique du règne des beys, accusant ces derniers de bassesse et de trahison. Il conclut finalement en appelant à la proclamation de la République : 
« Le peuple tunisien a atteint un degré de maturité suffisant pour assumer la gestion de ses propres affaires. Je sais toute l'affection qu'il me porte. Certains ont pensé que je pourrais prendre en charge ses destinées. Mais j'ai un tel respect pour le peuple tunisien que je ne lui souhaite pas de maître et que le seul choix que je puisse lui indiquer est le choix de la République. »
 Finalement, un vote à l'unanimité abolit un régime monarchique vieux de 252 ans et instaure un régime républicain qui s'appuie sur le seul Néo-Destour. Les biens du bey sont alors confisqués et servent à régler la dette de l'État. Bourguiba est immédiatement chargé des fonctions de président dans l'attente de la rédaction de la Constitution qui confirme deux ans plus tard la nature présidentielle du nouveau régime.

## Élection
Le président de la République tunisienne est élu pour un mandat de cinq ans au suffrage universel, libre, direct et secret, au cours des derniers soixante jours du mandat présidentiel. L'article 74 de la Constitution établit que la candidature à la présidence de la République est un droit pour tout électeur, âgé d'au minimum 35 ans, de nationalité tunisienne et de confession musulmane. L'article précise que, s'il est titulaire d'une autre nationalité, il doit présenter un engagement selon lequel il renonce à celle-ci s'il est élu.
Le mode de scrutin utilisé est uninominal majoritaire à deux tours. L'article 75 indique que si la majorité absolue des suffrages exprimés n'est pas obtenue au premier tour du scrutin, un second tour est organisé dans les deux semaines qui suivent l'annonce des résultats définitifs du premier tour. Les deux candidats ayant obtenu le plus grand nombre de voix au premier tour se présentent au second, et celui remportant le plus de voix est déclaré élu. Si l'un des candidats en ballotage meurt, il est procédé à un nouvel appel aux candidatures, avec de nouvelles dates pour les élections dans un délai ne dépassant pas 45 jours ; cette disposition ne s'applique pas à la renonciation éventuelle de candidats. La Constitution précise également que personne ne peut occuper le poste de président de la République pendant plus de deux mandats complets, successifs ou séparés, et qu'en cas de démission, le mandat est considéré comme ayant été accompli en totalité.

### Histoire électorale
| Élection                    | Candidat                | Résultat | Parti politique                                     |
| --------------------------- | ----------------------- | -------- | --------------------------------------------------- |
| 8 novembre 1959             | Habib Bourguiba         | 91 %     | Néo-Destour                                         |
| 8 novembre 1964             | Habib Bourguiba         | 96 %     | Parti socialiste destourien (PSD)                   |
| 2 novembre 1969             | Habib Bourguiba         | 99,76 %  | PSD                                                 |
| 3 novembre 1974,            | Habib Bourguiba         | 99,85 %  | PSD                                                 |
| 2 avril 1989                | Zine el-Abidine Ben Ali | 99,27 %  | Rassemblement constitutionnel démocratique (RCD)    |
| 20 mars 1994                | Zine el-Abidine Ben Ali | 99,91 %  | RCD                                                 |
| 24 octobre 1999,            | Zine el-Abidine Ben Ali | 99,45 %  | RCD                                                 |
| 24 octobre 1999,            | Mohamed Belhaj Amor     | 0,31 %   | Parti de l'unité populaire (PUP)                    |
| 24 octobre 1999,            | Abderrahmane Tlili      | 0,23 %   | Union démocratique unioniste (UDU)                  |
| 24 octobre 2004             | Zine el-Abidine Ben Ali | 94,49 %  | RCD                                                 |
| 24 octobre 2004             | Mohamed Bouchiha        | 3,78 %   | PUP                                                 |
| 24 octobre 2004             | Mohamed Ali Halouani    | 0,95 %   | Mouvement Ettajdid                                  |
| 24 octobre 2004             | Mounir Béji             | 0,79 %   | Parti social-libéral (PSL)                          |
| 25 octobre 2009             | Zine el-Abidine Ben Ali | 89,62 %  | RCD                                                 |
| 25 octobre 2009             | Mohamed Bouchiha        | 5,01 %   | PUP                                                 |
| 25 octobre 2009             | Ahmed Inoubli           | 3,80 %   | UDU                                                 |
| 25 octobre 2009             | Ahmed Brahim            | 1,57 %   | Mouvement Ettajdid                                  |
| 12 décembre 2011 (indirect) | Moncef Marzouki         | 75,74 %  | Congrès pour la République (coalition de la troïka) |
| 21 décembre 2014,           | Béji Caïd Essebsi       | 55,68 %  | Nidaa Tounes                                        |
| 21 décembre 2014,           | Moncef Marzouki         | 44,32 %  | Congrès pour la République                          |
| 13 octobre 2019             | Kaïs Saïed              | 72,71 %  | Indépendant                                         |
| 13 octobre 2019             | Nabil Karoui            | 27,29 %  | Au cœur de la Tunisie                               |
| 6 octobre 2024              | Kaïs Saïed              | 90,69 %  | Indépendant                                         |
| 6 octobre 2024              | Ayachi Zammel           | 7,35 %   | Azimoun                                             |
| 6 octobre 2024              | Zouhair Maghzaoui       | 1,97 %   | Mouvement du peuple                                 |

Le 8 novembre 1959 ont lieu les premières élections présidentielle et législatives. Par la suite, les deux scrutins ont traditionnellement lieu le même jour, plus précisément un dimanche.
Dès le premier scrutin, Bourguiba qui bénéficie de l'aura du leader indépendantiste, est l'unique candidat incontesté. Il le reste jusqu'en 1974, son score ne cessant d'augmenter passant de 91 % en 1959 à 99,85 % en 1974. Ce n'est que le 10 septembre 1974 qu'un candidat autre que le président en place tente pour la première fois de se présenter contre lui. Chedly Zouiten, président de la Jeune chambre économique de Tunisie, annonce sa décision dans une déclaration à la presse pourtant suivie d'un communiqué des membres de son association dénonçant la décision de leur président. Comme attendu, sa candidature n'est pas retenue par la commission ad hoc. Ce scrutin sera le dernier puisque suivi l'année suivante par la proclamation de Bourguiba en tant que « président à vie ».
Il faut attendre vingt ans pour voir Moncef Marzouki, président sortant de la Ligue tunisienne des droits de l'homme, projeter de se présenter contre Ben Ali en 1994. Il est le deuxième candidat à avoir tenté de se présenter contre un président sortant. Pourtant, il ne parvient pas à réunir le nombre nécessaire de signatures requises afin de participer à l'élection et sera même plus tard emprisonné et interdit de passeport. Face à ces blocages, il faut attendre les lois constitutionnelles votées « à titre exceptionnel », et dérogeant à l'article 40 de la Constitution, à l'occasion des élections de 1999, 2004 et 2009, pour que d'autres candidats puissent effectivement se présenter à la magistrature suprême.
Après la révolution ayant entraîné le départ de Ben Ali, l'Assemblée constituante élit le président de la République à bulletin secret, le 12 décembre 2011, à la majorité absolue de ses membres. Dix candidats sont présentés mais, huit ne rassemblant pas les quinze signatures nécessaires et un autre ne remplissant pas l'âge requis, un seul remplit les conditions nécessaires à la candidature. Moncef Marzouki est donc élu avec 153 voix, trois contre, deux abstentions et 44 votes blancs, succédant ainsi à Fouad Mebazaa qui assurait l'intérim.
Après l'adoption de la nouvelle Constitution, un scrutin est programmé le 23 novembre 2014 pour élire un nouveau président de la République. Le 21 décembre, à l'issue du second tour, Béji Caïd Essebsi, ancien ministre sous Bourguiba et président de la Chambre des députés sous Ben Ali, est élu au second tour avec 55,68 % des votes, le président Marzouki recueillant 44,32 %. Il s'agit du premier président démocratiquement élu du pays.

### Liste
| No | Portrait        | Nom                                                            | Élection                 | Début du mandat  | Fin du mandat     | Appartenance politique | Appartenance politique                  | Notes |
| -- | --------------- | -------------------------------------------------------------- | ------------------------ | ---------------- | ----------------- | ---------------------- | --------------------------------------- | --- |
| 1  |                 | Habib Bourguiba (3 août 1903 - 6 avril 2000)                   | 1957 1959 1964 1969 1974 | 25 juillet 1957  | 7 novembre 1987   |                        | Néo-Destour (1957-1964) PSD (1964-1987) | Premier ministre sous Lamine, bey de Tunis, Habib Bourguiba chasse le souverain en proclamant le 25 juillet 1957 un régime républicain dont il se fait élire président. Élu très largement président de la République tunisienne le 8 novembre 1959, et étant le seul candidat à cette élection, Habib Bourguiba se fait élire président à vie le 18 mars 1975. Il est destitué le 7 novembre 1987 par son Premier ministre Zine el-Abidine Ben Ali.                                                                    |
| 2  |                 | Zine el-Abidine Ben Ali (3 septembre 1936 - 19 septembre 2019) | coup d'État              | 7 novembre 1987  | 9 avril 1989      |                        | PSD (1987-1988)                         | Premier ministre et ministre de l'Intérieur du président Bourguiba, Zine el-Abidine Ben Ali fait destituer le chef de l'État, évoquant un âge trop élevé pour continuer à présider le pays. En décembre 2010, il doit faire face à une importante vague de protestations populaires ; il quitte finalement la présidence le 14 janvier 2011, sous la pression des manifestants, et se réfugie en Arabie saoudite, en compagnie de son épouse Leïla Ben Ali.                                                             |
| 2  | RCD (1988-2011) | Zine el-Abidine Ben Ali (3 septembre 1936 - 19 septembre 2019) | coup d'État              | 7 novembre 1987  | 9 avril 1989      |                        |                                         | Premier ministre et ministre de l'Intérieur du président Bourguiba, Zine el-Abidine Ben Ali fait destituer le chef de l'État, évoquant un âge trop élevé pour continuer à présider le pays. En décembre 2010, il doit faire face à une importante vague de protestations populaires ; il quitte finalement la présidence le 14 janvier 2011, sous la pression des manifestants, et se réfugie en Arabie saoudite, en compagnie de son épouse Leïla Ben Ali.                                                             |
| 2  | 1989            | Zine el-Abidine Ben Ali (3 septembre 1936 - 19 septembre 2019) | 9 avril 1989             | 9 avril 1994     |                   |                        |                                         | Premier ministre et ministre de l'Intérieur du président Bourguiba, Zine el-Abidine Ben Ali fait destituer le chef de l'État, évoquant un âge trop élevé pour continuer à présider le pays. En décembre 2010, il doit faire face à une importante vague de protestations populaires ; il quitte finalement la présidence le 14 janvier 2011, sous la pression des manifestants, et se réfugie en Arabie saoudite, en compagnie de son épouse Leïla Ben Ali.                                                             |
| 2  | 1994            | Zine el-Abidine Ben Ali (3 septembre 1936 - 19 septembre 2019) | 9 avril 1994             | 15 novembre 1999 |                   |                        |                                         | Premier ministre et ministre de l'Intérieur du président Bourguiba, Zine el-Abidine Ben Ali fait destituer le chef de l'État, évoquant un âge trop élevé pour continuer à présider le pays. En décembre 2010, il doit faire face à une importante vague de protestations populaires ; il quitte finalement la présidence le 14 janvier 2011, sous la pression des manifestants, et se réfugie en Arabie saoudite, en compagnie de son épouse Leïla Ben Ali.                                                             |
| 2  | 1999            | Zine el-Abidine Ben Ali (3 septembre 1936 - 19 septembre 2019) | 15 novembre 1999         | 17 novembre 2004 |                   |                        |                                         | Premier ministre et ministre de l'Intérieur du président Bourguiba, Zine el-Abidine Ben Ali fait destituer le chef de l'État, évoquant un âge trop élevé pour continuer à présider le pays. En décembre 2010, il doit faire face à une importante vague de protestations populaires ; il quitte finalement la présidence le 14 janvier 2011, sous la pression des manifestants, et se réfugie en Arabie saoudite, en compagnie de son épouse Leïla Ben Ali.                                                             |
| 2  | 2004            | Zine el-Abidine Ben Ali (3 septembre 1936 - 19 septembre 2019) | 17 novembre 2004         | 12 novembre 2009 |                   |                        |                                         | Premier ministre et ministre de l'Intérieur du président Bourguiba, Zine el-Abidine Ben Ali fait destituer le chef de l'État, évoquant un âge trop élevé pour continuer à présider le pays. En décembre 2010, il doit faire face à une importante vague de protestations populaires ; il quitte finalement la présidence le 14 janvier 2011, sous la pression des manifestants, et se réfugie en Arabie saoudite, en compagnie de son épouse Leïla Ben Ali.                                                             |
| 2  | 2009            | Zine el-Abidine Ben Ali (3 septembre 1936 - 19 septembre 2019) | 12 novembre 2009         | 14 janvier 2011  |                   |                        |                                         | Premier ministre et ministre de l'Intérieur du président Bourguiba, Zine el-Abidine Ben Ali fait destituer le chef de l'État, évoquant un âge trop élevé pour continuer à présider le pays. En décembre 2010, il doit faire face à une importante vague de protestations populaires ; il quitte finalement la présidence le 14 janvier 2011, sous la pression des manifestants, et se réfugie en Arabie saoudite, en compagnie de son épouse Leïla Ben Ali.                                                             |
| —  |                 | Fouad Mebazaa (15 juin 1933 - 23 avril 2025)                   | -                        | 15 janvier 2011  | 3 mars 2011       |                        | RCD (2011)                              | En tant que président de la Chambre des députés, Fouad Mebazaa devient président de la République par intérim le 15 janvier 2011, après le départ du président Ben Ali en Arabie saoudite. Il convoque l'Assemblée nationale constituante. |
| —  | 3 mars 2011     | Fouad Mebazaa (15 juin 1933 - 23 avril 2025)                   | -                        | 13 décembre 2011 |                   | Indépendant (2011)     |                                         | En tant que président de la Chambre des députés, Fouad Mebazaa devient président de la République par intérim le 15 janvier 2011, après le départ du président Ben Ali en Arabie saoudite. Il convoque l'Assemblée nationale constituante. |
| 3  |                 | Moncef Marzouki (né le 7 juillet 1945)                         | 2011                     | 13 décembre 2011 | 31 décembre 2014  |                        | CPR                                     | Premier président de la République investi après la révolution ayant conduit à la déchéance du président Ben Ali, Moncef Marzouki est par ailleurs le premier président à ne pas être issu des rangs du parti au pouvoir depuis l'indépendance. |
| 4  |                 | Béji Caïd Essebsi (29 novembre 1926 - 25 juillet 2019)         | 2014                     | 31 décembre 2014 | 25 juillet 2019 † |                        | Nidaa Tounes                            | En remportant l'élection présidentielle au second tour face au président sortant, Moncef Marzouki, Béji Caïd Essebsi devient le premier président élu démocratiquement au suffrage universel direct après la révolution. Il meurt en fonction. |
| —  |                 | Mohamed Ennaceur (né le 21 mars 1934)                          | -                        | 25 juillet 2019  | 23 octobre 2019   |                        | Nidaa Tounes                            | Il assure l'intérim en tant que président de l'Assemblée des représentants du peuple pour 90 jours maximum. |
| 5  |                 | Kaïs Saïed (né le 22 février 1958)                             | 2019                     | 23 octobre 2019  | 21 octobre 2024   |                        | Indépendant                             | En remportant l'élection présidentielle au second tour face à Nabil Karoui, Kaïs Saïed devient le premier indépendant élu président de la République. Il s'agit également du premier président né après l'indépendance, ainsi que le premier qui soit né sous le mandat de l'un de ses prédécesseurs. Le 25 juillet, il suspend le Parlement et limoge le chef du gouvernement Hichem Mechichi puis publie un décret sur des pouvoirs exceptionnels durant la période précédant l'adoption d'une nouvelle Constitution. |
| 5  | 2024            | Kaïs Saïed (né le 22 février 1958)                             | 21 octobre 2024          | en fonction      |                   |                        | Indépendant                             | En remportant l'élection présidentielle au second tour face à Nabil Karoui, Kaïs Saïed devient le premier indépendant élu président de la République. Il s'agit également du premier président né après l'indépendance, ainsi que le premier qui soit né sous le mandat de l'un de ses prédécesseurs. Le 25 juillet, il suspend le Parlement et limoge le chef du gouvernement Hichem Mechichi puis publie un décret sur des pouvoirs exceptionnels durant la période précédant l'adoption d'une nouvelle Constitution. |

### Conditions de candidature

#### Constitution de 1959
Selon l'article 40 de la Constitution de 1959, peut se porter candidat à la présidence tout citoyen tunisien jouissant exclusivement de la nationalité tunisienne, se réclamant de la religion musulmane et descendant de père, de mère, de grands-pères paternel et maternel tunisiens et demeurés tous de nationalité tunisienne sans discontinuité. Par ailleurs, le candidat doit être âgé de 40 à 75 ans (70 ans entre les réformes constitutionnelles de 1988 et 2002) lors du dépôt de sa candidature et jouir de tous ses droits civils et politiques. En outre, il doit verser au trésorier général une caution de 5 000 dinars qui ne lui est remboursée que s'il obtient au moins 3 % des suffrages exprimés. À l'appui de sa candidature, il doit également produire un extrait de son acte de naissance, datant d'au moins une année, et les pièces justificatives prouvant que lui-même, son père, sa mère et ses grands-pères paternel et maternel sont demeurés tous de nationalité tunisienne sans discontinuité, toutes les pièces étant délivrées par le ministère de la Justice.
Pour qu'une candidature soit valide, elle doit être présentée au cours du deuxième mois précédant le jour du scrutin et parrainée par trente membres de la Chambre des députés ou présidents des conseils municipaux, chacun des élus ne pouvant signer plus d'une déclaration de présentation de candidature. La candidature est ensuite enregistrée par le Conseil constitutionnel qui statue sur sa validité à huis clos et à la majorité de ses membres trois jours après l'expiration du délai de présentation des candidatures. Avant la réforme de 2002, la candidature est validée par une commission composée du président de l'Assemblée nationale, du mufti de Tunisie, du premier président de la Cour de cassation, du premier président de la Cour d'appel de Tunis et du procureur général de la République. Par la suite, tout retrait de candidature est irrecevable après l'expiration du délai de présentation des candidatures. Le Conseil constitutionnel proclame également le résultat des élections et se prononce sur les requêtes qui peuvent lui être présentées conformément aux dispositions du Code électoral,.
Or, seul le Rassemblement constitutionnel démocratique dispose du nombre d'élus nécessaire à ce parrainage. Cette condition n'est donc remplie par aucune des formations d'opposition. C'est pourquoi, afin de faciliter la tenue d'élections présidentielles pluralistes, la Chambre des députés adopte le 30 juin 1999 une loi constitutionnelle autorisant « à titre exceptionnel » pour l'élection du 24 octobre 1999, et par dérogation au troisième alinéa de l'article 40, les responsables des partis d'opposition à se présenter à la présidence de la République dans le cas où les conditions légales ne seraient pas remplies. Toutefois, le candidat doit diriger un parti reconnu depuis au moins cinq ans le jour du dépôt de sa candidature et son parti doit compter au moins un siège à la Chambre des députés, excluant ainsi Ahmed Néjib Chebbi du Parti démocrate progressiste et Mohamed Harmel du mouvement Ettajdid. Le 13 mai 2003, un nouveau projet de loi dérogeant à la Constitution est voté : il autorise « à titre exceptionnel » les cinq partis d'opposition siégeant à la Chambre des députés à présenter un membre de leur direction (et non plus seulement leur dirigeant comme en 1999) à l'élection du 24 octobre 2004. Le candidat doit cependant toujours être membre de la direction de son parti depuis au moins cinq ans le jour du dépôt de sa candidature.
Le 21 mars 2008, le président Ben Ali annonce un nouvel amendement provisoire de la Constitution, en vue de l'élection de 2009, permettant le « dépôt de candidature à la présidence de la République du premier responsable de chaque parti », les postulants devant occuper la direction de leur parti depuis deux ans au moins le jour du dépôt de leur candidature, excluant ainsi à nouveau Ahmed Néjib Chebbi qui avait annoncé sa candidature tout en exigeant la suppression du parrainage d'élus.

#### Loi sur l'organisation provisoire des pouvoirs publics
Après la révolution et l'élection de l'Assemblée constituante, celle-ci vote une loi constituante le 10 décembre 2011 ; le nouveau texte indique dans son article 9 que le candidat à la présidence doit être musulman, de nationalité tunisienne uniquement, issu de parents tunisiens et âgé d'au moins 35 ans ; il doit démissionner, une fois élu, de toute responsabilité à l'Assemblée constituante et au sein de son parti.

#### Constitution de 2014

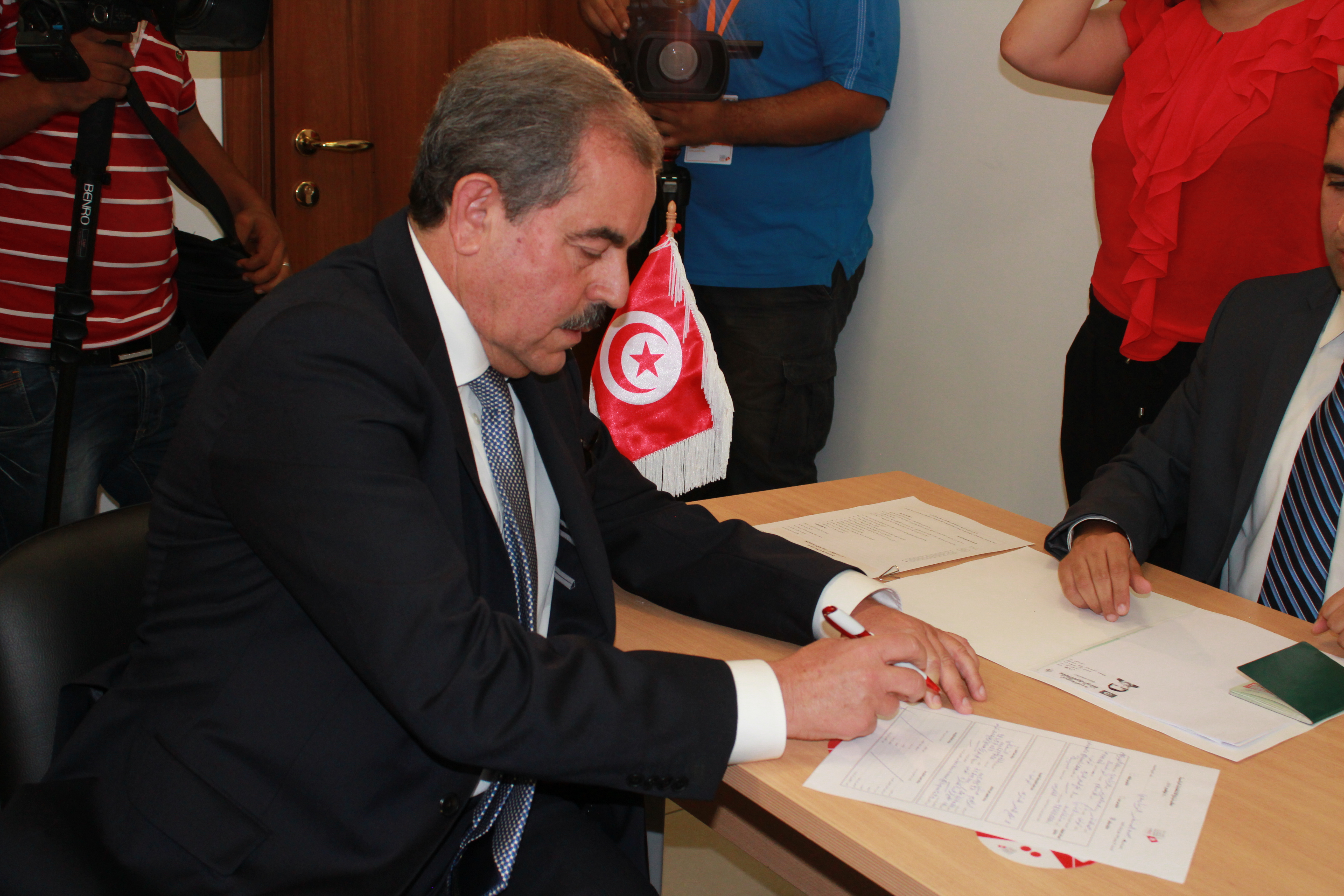
Mondher Zenaidi signant son dossier de candidature le 22 septembre 2014.

L'article 37 de la loi électorale, votée en application de l'article 74 de la Constitution de 2014, permet à tout électeur de confession musulmane, âgé d'au moins 35 ans et jouissant de la nationalité tunisienne par la naissance de se présenter à l'élection présidentielle ; il doit présenter, s'il est titulaire d'une autre nationalité, un engagement stipulant l'abandon de son autre nationalité en cas d'élection. L'article 38 de la même loi exige que le candidat soit parrainé par dix élus de l'Assemblée des représentants du peuple ou par 10 000 électeurs, tout en stipulant qu'il est interdit au même parrain de parrainer plus d'un candidat. L'article 39 exige enfin le dépôt d'une caution de 10 000 dinars auprès du trésor public, qui est restituée au candidat s'il obtient plus de 3 % des suffrages exprimés.
L'Instance supérieure indépendante pour les élections est chargée de statuer et de fixer la liste des candidatures approuvées dans un délai de quatre jours à compter de la date d'expiration du délai de dépôt des candidatures ; toute décision peut faire l'objet d'un recours devant le Tribunal administratif.

### Organisation du vote et déroulement de la campagne

#### Constitution de 1959
Le Code électoral, promulgué par la loi du 8 avril 1969, indique que l'élection doit être organisée au cours des trente derniers jours du mandat présidentiel et, dans le cas où aucun candidat n'obtient de majorité au premier tour, il est procédé deux dimanches plus tard à un second tour où ne peuvent se présenter que les deux candidats ayant recueilli le plus grand nombre de suffrages au premier tour. En cas d'impossibilité de procéder à l'organisation de l'élection dans les délais prévus, pour cause de guerre ou de « péril imminent », le mandat est prorogé par la Chambre des députés « jusqu'à ce qu'il soit possible de procéder aux élections ».
Au niveau de la campagne électorale, le Code électoral indique qu'elle s'ouvre deux semaines avant le jour de scrutin et prend fin 24 heures avant celui-ci. Pendant sa durée, une surface égale est attribuée aux affiches de chaque candidat à l'élection du président de la République. Les candidats sont également autorisés à utiliser la télévision et la radio publique pour leurs campagnes, les demandes devant toutefois être adressées à l'autorité de tutelle des établissements publics par lettre recommandée dans les cinq jours suivant la déclaration du Conseil constitutionnel relative à la liste définitive des candidats. La date et les heures de diffusion sont fixées par tirage au sort par l'autorité de tutelle sur la base d'émission à durée égale pour les candidats et en présence des candidats ou de leurs représentants dans un délai ne dépassant pas les quinze jours avant le scrutin. Le 7 novembre 2008, le président Ben Ali annonce que les interventions des candidats sont désormais passées en revue par le président du Conseil supérieur de la communication pour « s'assurer de l'absence de toute transgression des textes de lois en vigueur » et s'opposer à la diffusion de l'enregistrement si nécessaire. Le candidat pourrait toutefois faire appel de cette décision auprès du Tribunal de première instance de Tunis.
Des primes sont fixées par le décret convoquant les électeurs et octroyées à chaque candidat à titre d'aide au financement de la campagne. Le montant est calculé pour chaque millier d'électeurs, le total dépendant donc du nombre de votants inscrits sur les listes électorales. La moitié de la prime est versée dès que la régularité de la candidature est validée par le Conseil constitutionnel, la deuxième moitié étant versée si le candidat obtient au moins 3 % des suffrages exprimés au niveau national. Par ailleurs, chaque candidat a le droit à la présence en permanence dans chaque bureau de vote d'un délégué habilité à contrôler les opérations électorales.

#### Constitution de 2014
L'article 75 de la Constitution de 2014 modifie ce dispositif en précisant que l'élection doit être organisée au cours des soixante derniers jours du mandat et que, en l'absence d'une majorité au premier tour, il est procédé à un second tour dans les deux semaines suivant l'annonce des résultats définitifs du premier tour. En cas de décès de l'un des candidats, il est procédé à une nouvelle élection dans un délai ne dépassant pas 45 jours. La loi électorale précise dans son article 101 qu'en cas d'impossibilité d'organiser les élections comme prévu, l'extension du mandat présidentiel est décidée par l'Assemblée des représentants du peuple.
L'article 98 de la loi indique que l'élection doit être convoquée trois moins avant le scrutin. Le premier tour du scrutin se tient lors d'un jour de vacances ou de repos hebdomadaire alors que l'éventuel deuxième tour est organisé le dimanche suivant la proclamation des résultats définitifs du premier tour ; les Tunisiens à l'étranger peuvent à chaque fois voter durant les deux jours précédant le scrutin et durant le jour du scrutin lui-même.
L'article 47 précise que la campagne électorale s'ouvre 22 jours avant la date du premier tour de scrutin et au lendemain de l'annonce des résultats définitifs du premier tour en cas de second tour ; elle s'achève dans tous les cas 24 heures avant le jour du scrutin. La publicité politique est interdite selon l'article 54, qui permet toutefois aux candidats d'utiliser des intermédiaires publicitaires dans les conditions fixées par l'Instance supérieure indépendante pour les élections. Par ailleurs, l'article 73 exige que la campagne ne peut être financée que par des personnes physiques à hauteur de trente fois le salaire minimum interprofessionnel garanti alors que l'article 82 exige que les candidats publient leurs comptes financiers dans un quotidien tunisien dans un délai de deux mois à compter de la date de la déclaration des résultats définitifs de l'élection. Chaque candidat a par ailleurs droit à la présence dans chaque bureau de vote de deux représentants accrédités par l'Instance supérieure indépendante pour les élections, qui fixe le format du bulletin de vote avant le début de la campagne électorale.

### Critiques
Sous les présidences de Habib Bourguiba et Zine el-Abidine Ben Ali, jusqu'à l'avènement de la révolution du 14 janvier 2011, des critiques se font régulièrement jour quant à l'honnêteté des élections successives, notamment de la part de certains partis politiques. Par ailleurs, selon des médias internationaux, des associations de défense des droits de l'homme, la Commission nationale consultative des droits de l'homme française ou encore des dirigeants internationaux tels que la secrétaire d'État américaine, l'élection n'est alors pas libre en raison du contrôle des médias par le pouvoir, de la violation des droits de l'homme et de la répression des opposants politiques.
Par ailleurs, le candidat au pouvoir bénéficie d'une très forte assise électorale, face à des partis fréquemment en proie à des crises internes et incapables de proposer un programme crédible, et de l'appui de l'administration, disposant ainsi de moyens humains et financiers sans commune mesure avec ceux de ses concurrents. De plus, les conditions restrictives et variables des candidatures limitent grandement les possibilités d'émergence de personnalités d'envergure. Bien qu'elle soit la première élection présidentielle pluraliste de l'histoire de la Tunisie, la presse étrangère a ainsi critiqué l'élection de 1999 qui voit Mohamed Belhaj Amor et Abderrahmane Tlili se présenter tout en apportant leur soutien explicite à la politique du président Ben Ali. Tlili déclare ainsi : « Je n'ai aucun problème à dire que je suis un proche du pouvoir ». En conséquence, les réformes apportées n'ont guère modifié l'influence du candidat au pouvoir sur le résultat du processus électoral si bien que Jean-Bernard Heumann parle d'élections qui « n'ont jamais constitué un enjeu pour la conquête du pouvoir ».
Le pouvoir exerçant un quasi-monopole sur les médias, « une élection n'est pas une compétition entre partis mais entre un État-parti et des partis ». Ainsi, l'égalité de traitement médiatique des candidats durant la campagne ne concerne que les clips strictement réservés à la campagne, laissant le reste de l'antenne ouvert à une large couverture de la politique gouvernementale et des activités présidentielles. De plus, il est strictement interdit pour les divers candidats de s'exprimer sur les radios ou les chaînes de télévision privées, étrangères ou émettant depuis l'étranger dans le but d'inciter à voter ou à s'abstenir de voter pour l'un d'eux. Une éventuelle infraction est punie d'une amende de 25 000 dinars. Les émissions et débats politiques sont presque inexistants et lorsque la télévision évoque les élections, elle appelle surtout le corps électoral à voter en masse.
Par ailleurs, en raison des circonscriptions électorales surdimensionnées, seul le candidat au pouvoir dispose des moyens nécessaires pour mener une véritable campagne et le nombre important de bureaux de vote rend presque impossible un contrôle efficace du scrutin.

## Mandat

### Serment
Selon l'article 41 de la Constitution de 1959, le président élu prête serment devant la Chambre des députés et la Chambre des conseillers, réunies en séance commune, en prononçant la formule suivante : 
« Je jure, par Dieu tout-puissant, de sauvegarder l'indépendance de la patrie et l'intégrité de son territoire, de respecter la Constitution du pays et sa législation et de veiller scrupuleusement sur les intérêts de la Nation. »

À l'occasion de sa prestation de serment devant l'Assemblée constituante, le 13 décembre 2011, Moncef Marzouki prononce un serment remanié : 
« Je jure, par Dieu tout-puissant, de sauvegarder l'indépendance de la patrie et l'intégrité de son territoire, de préserver son régime républicain, de respecter la loi constitutive portant organisation provisoire des pouvoirs publics, de veiller scrupuleusement sur les intérêts de la Nation et de garantir l'établissement d'un État de droit et des institutions, par fidélité aux martyrs et aux sacrifices des Tunisiens, toutes générations confondues et en concrétisation des objectifs de la révolution. »

Selon l'article 76 de la Constitution de 2014, le président élu prête serment devant l'Assemblée des représentants du peuple en prononçant la formule suivante : 
« Je jure par Dieu Tout-puissant de sauvegarder l'indépendance de la patrie et l'intégrité de son territoire, de respecter la Constitution du pays et sa législation, de veiller sur ses intérêts et de lui devoir allégeance. »

### Limite des mandats
Selon l'article 39 de la Constitution de 1959, le président de la République est élu pour cinq ans au suffrage universel, libre, direct et secret, à la majorité absolue des voix exprimées. Il est rééligible pour un nombre illimité de mandats. Or, selon l'article 40 de la Constitution de 1959, le président n'était pas rééligible plus de trois fois consécutives, ce qui limite alors l'élection du chef de l'État à quatre mandats successifs.

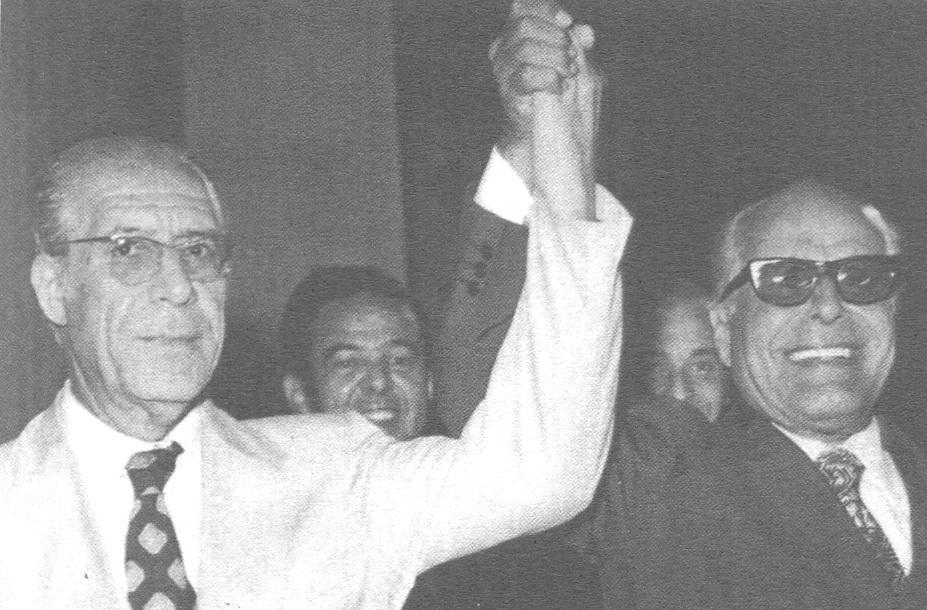
Habib Bourguiba et Hédi Nouira durant le congrès du Parti socialiste destourien en 1974.

Pourtant, Habib Bourguiba, après s'être présenté à quatre reprises, exprime sa volonté de bénéficier d'une présidence à vie. Approuvé par le neuvième congrès du Parti socialiste destourien tenu en septembre 1974 qui réclame de l'Assemblée nationale qu'elle transforme ce quatrième mandat en présidence à vie, il est entériné par cette dernière dans la loi constitutionnelle n°75-13 votée le 18 mars 1975 en modifiant l'alinéa 2 de l'article 40 « à titre exceptionnel et en considération des services éminents rendus par le Combattant suprême Habib Bourguiba au peuple tunisien qu'il a libéré du joug du colonialisme et dont il a fait une nation moderne et jouissant de la plénitude de sa souveraineté ». L'article 51 (devenu ensuite l'article 57) est également amendé pour que les fonctions de président soient assumées, en cas de vacance, par le Premier ministre. En 1976, le Premier ministre Hédi Nouira modifie l'article 39 (alinéa 3) — qui ne fut pas abrogé par le vote de 1975 mais simplement suspendu — dans le sens du mandat illimité.
Accédant au pouvoir, Zine el-Abidine Ben Ali fait la promesse de restaurer « l'idée républicaine qui confère aux institutions toute leur plénitude » : les articles 57 et 40 sont modifiés par la loi du 25 juillet 1988 et le nombre de mandats limités à trois plutôt que quatre. Mais, comme Bourguiba, Ben Ali épuise finalement son quota d'éligibilité. En effet, la révision constitutionnelle du 26 mai 2002 opte pour le mandat illimité sans aucune restriction comme précédemment choisi par Nouira tout en repoussant à 75 ans l'âge maximum d'éligibilité du candidat à la présidence, la Constitution livrant la présidence au hasard de la biologie, faisant de la présidence une « présidence à espérance de vie ». L'opposition critique un certain « enterrement de la République » pendant que Sadri Khiari qualifie cette réforme de « putsch masqué ».
L'article 75 de la Constitution de 2014 rétablit la limite de deux mandats, qu'ils soient successifs ou séparés, précisant même qu'il n'est pas possible d'amender cet article en vue de revoir à la hausse le nombre de mandats.

### Succession

#### Constitution de 1959

##### 1959-1969
À l'origine, l'article 51 de la Constitution de 1959 déclare que « les membres du gouvernement désignent l'un d'entre eux pour assurer provisoirement l'intérim des fonctions de président de la République et adressent sans délai au président de l'Assemblée nationale l'acte de désignation ». Au bout de cinq semaines, le Parlement se charge d'élire un nouveau président pour le reste du mandat. Or, le président Bourguiba montre rapidement son insatisfaction face à cette formule qui l'empêche de désigner lui-même un successeur dont il aurait l'assurance qu'il lui succéderait automatiquement.

##### 1969-1988

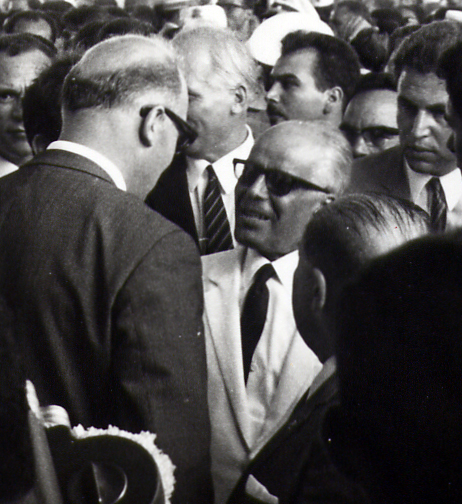
Bourguiba en visite à Mahdia en 1967.

Le problème de la succession ne se pose pour la première fois qu'avec l'attaque cardiaque qui affecte le président Bourguiba le 14 mars 1967. Sitôt le choix d'une succession automatique effectué par le président, l'Assemblée nationale est saisie le 29 novembre 1969 d'un projet de loi constitutionnelle modifiant l'article 51 et confiant la présidence par intérim au Premier ministre dont le poste avait été créé le 7 novembre. Il est voté le 29 décembre et promulgué deux jours plus tard. Pourtant, Bourguiba charge en juin 1970 une commission du Parti socialiste destourien de se pencher sur divers scénarios concernant la succession à la tête de l'État, ce qui donne lieu à un débat national vite étouffé.
Le 15 octobre 1970, la commission remet finalement en cause le principe de la succession par le Premier ministre en préférant la désignation du président de l'Assemblée nationale ou l'élection, aux côtés du président, d'un vice-président qui prendrait automatiquement en charge la présidence. Malgré l'hostilité du chef d'État, un projet de révision constitutionnelle désignant le président de l'Assemblée nationale comme successeur du président est soumis au parlement le 9 février 1971 en l'absence du président Bourguiba qui retire le projet à son retour, laissant donc le Premier ministre en position de successeur constitutionnel. Toutefois, la Constitution qui prévoit la vacance de la présidence en cas de décès, démission ou « empêchement absolu » ne définit pas ce dernier cas ni l'organe désigné pour le constater le moment venu.
C'est ce flou qui permet au Premier ministre Ben Ali de proclamer l'incapacité du président Bourguiba à assumer ses fonctions en s'appuyant sur un collège de médecins convoqué par ses soins.

##### 1988-2011
Après la prise de pouvoir du président Ben Ali, le cas d'empêchement temporaire permet toujours au président de déléguer par décret ses attributions au Premier ministre à l'exclusion du pouvoir de dissolution de la Chambre de députés. Jusqu'à la fin de l'empêchement, le gouvernement ne peut être renversé par une motion de censure. Mais le cas de vacance définitive pour cause de décès, démission ou empêchement absolu voit désormais le Conseil constitutionnel se réunir immédiatement pour constater la vacance définitive à la majorité absolue de ses membres. Le président de la Chambre des députés est alors immédiatement investi des fonctions de président par intérim pour une période variant entre 45 et 60 jours. Si la Chambre des députés est dissoute, c'est le président de la Chambre des conseillers qui est investi des fonctions de président par intérim.
Le président par intérim, qui prête le serment constitutionnel devant les deux Chambres réunies en séance commune, ne peut présenter sa candidature à la présidence même en cas de démission anticipée. Il exerce alors les attributions dévolues au président mais ne peut recourir au référendum, démettre le gouvernement, dissoudre la Chambre des députés ou prendre les mesures exceptionnelles prévues à l'article 46. La Constitution ne peut être modifiée et aucune motion de censure ne peut présentée contre le gouvernement. Le cas se présente pour la première fois à l'occasion de la succession de Zine el-Abidine Ben Ali, lorsque Fouad Mebazaa, président de la Chambre des députés, est proclamé président par intérim le 15 janvier 2011 par le Conseil constitutionnel. Dans la foulée de la révolution de 2011, c'est le président de l'Assemblée constituante qui a la capacité de devenir président de la République par intérim en cas de vacance ; le président de la République peut également, en cas d'empêchement, transmettre ses pouvoirs au chef du gouvernement pendant moins de trois mois.

#### Loi sur l'organisation provisoire des pouvoirs publics
Selon la loi constituante de 2011, les membres de l'Assemblée constituante peuvent révoquer le président à la majorité absolue, après le dépôt d'une demande justifiée auprès du président de l'Assemblée constituante. Ceux-ci élisent un nouveau président dans un délai de moins de quinze jours. Dans l'intervalle, c'est le président de l'Assemblée constituante qui devient président de la République par intérim.

#### Constitution de 2014
L'article 84 de la Constitution de 2014 confie à la Cour constitutionnelle la tâche de constater une éventuelle vacance provisoire et de confier au chef du gouvernement les fonctions de président de la République pour une durée maximale de soixante jours. Au-delà des soixante jours ou en cas de vacance définitive pour cause de démission, de décès ou d'incapacité permanente, la Cour constitutionnelle confie au président de l'Assemblée des représentants du peuple les fonctions de la présidence pour une période de 45 à 90 jours.

#### Constitution de 2022
L'article 109 de la Constitution de 2022 confie au président de la Cour constitutionnelle l'intérim de la présidence pour 45 à 90 jours en cas de vacance pour cause de décès, de démission, d'empêchement absolu ou pour toute autre cause.
Le président par intérim, qui prête serment devant les deux chambres du Parlement ou devant la Cour constitutionnelle, ne peut présenter sa candidature à l'élection qui suit, même en cas de démission. Il ne lui est pas permis de recourir au référendum, de démettre le gouvernement, de dissoudre le Parlement ou de prendre les mesures exceptionnelles. Au terme de l'intérim, un nouveau président est élu pour un mandat de cinq ans.

## Fonctions et pouvoirs

Étendard du président de la République tunisienne

En 1988 et 1997, des révisions constitutionnelles se font au détriment du Premier ministre auquel on retire certaines compétences — notamment celle de disposer de l'administration et de la force publique — et du législatif. Depuis, le pouvoir règlementaire dispose d'une compétence générale et de principe tandis que le pouvoir législatif ne dispose que de compétences d'attributions assignées et limitativement énumérées par l'article 35 de la Constitution. La réforme de 2002 retire aussi au législatif la compétence de ratifier les traités au profit du président, sauf dans des cas énumérés par l'article 32. Elle affaiblit également la Chambre des députés en la doublant par la Chambre des conseillers élue indirectement et dont un tiers des membres est désigné par le président. Par ailleurs, la quasi-totalité des projets de loi sont à l'initiative de l'exécutif qui serait en réalité le véritable législateur.
Après la révolution de 2011, la loi sur l'organisation des pouvoirs publics lui retire quelques attributions qui étaient les siennes selon la Constitution de 1959 et les transmettent au chef du gouvernement, notamment la présidence du gouvernement.

### Pouvoir exécutif

#### Constitution de 1959
L'article 38 de la Constitution de 1959 attribue le pouvoir exécutif au président de la République qui exerce les fonctions de chef de l'État. L'article 37 lui fournit l'assistance d'un gouvernement dirigé par le Premier ministre. Sur ce point, l'article 50 lui réserve la nomination et la révocation du Premier ministre et, sur proposition de ce dernier, des membres du gouvernement. Il peut mettre fin de la même façon aux fonctions du gouvernement ou de l'un de ses membres de sa propre initiative ou sur proposition du Premier ministre sans possibilité d'une intervention du parlement.

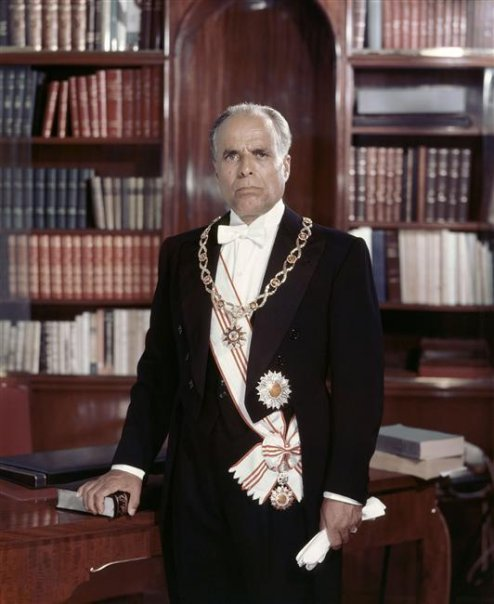
Portrait du président Habib Bourguiba.

Du fait de sa position, l'article 49 lui réserve l'orientation de la politique générale de l'État et la définition des options fondamentales dont il doit « informer » la Chambre des députés. Il préside chaque semaine le Conseil des ministres et assure également le rôle de chef suprême des forces armées selon l'article 44. Il peut dissoudre la Chambre des députés en cas de vote de deux motions de censure pendant la même législature, selon l'article 63, ou après son élection à la suite d'une vacance de la présidence.
Au titre de l'article 41, le président de la République est le « garant de l'indépendance nationale, de l'intégrité du territoire et du respect de la Constitution et des lois » ainsi que de l'exécution des traités qu'il conclut au titre de l'article 48. Il peut aussi déclarer la guerre et conclure la paix avec l'approbation de la Chambre des députés puis avec l'accord d'un tiers des membres de l'Assemblée constituante. Il veille également au fonctionnement régulier des pouvoirs publics constitutionnels et assure la continuité de l'État.
Il peut également s'attribuer des pouvoirs spéciaux en cas de « péril imminent menaçant les institutions de la République, la sécurité et l'indépendance du pays et entravant le fonctionnement régulier des pouvoirs publics ». L'article 46 lui attribue la capacité de prendre des « mesures exceptionnelles », après consultation du Premier ministre et des présidents des deux chambres, jusqu'à ce qu'aient pris fin « les circonstances qui les ont engendrées ». Pendant cette période, il ne peut toutefois dissoudre la Chambre des députés et aucune motion de censure ne peut être présentée contre le gouvernement.
En plus du pouvoir exécutif, l'article 53 lui attribue le rôle de « veiller à l'exécution des lois » et le pouvoir réglementaire général dont il peut déléguer une partie au Premier ministre. Il dispose enfin du droit de grâce.

#### Loi sur l'organisation provisoire des pouvoirs publics
La loi constituante de 2011 lui retire quelques attributions qui étaient les siennes selon la Constitution de 1959 et les transmettent au chef du gouvernement, notamment la présidence du Conseil des ministres. Les attributions du président de la République sont les suivantes : 
- Représenter le pays ;
- Promulguer les lois adoptées par l'Assemblée constituante dans un délai de moins de quinze jours ;
- Demander au chef du gouvernement de former le gouvernement dont les membres prêtent serment devant lui ;
- Nommer le mufti de la République avec l'accord du chef du gouvernement ;
- Assurer les fonctions de commandant suprême de l'armée ;
- Déclarer la guerre ou la paix avec l'accord d'un tiers des membres de l'Assemblée constituante ;
- Attribuer les hautes fonctions militaires et du ministère des Affaires étrangères avec l'accord du chef du gouvernement ;
- Attribuer les hautes fonctions à la présidence de la République[76].

Le président de la République peut, en cas d'empêchement, transmettre ses pouvoirs au chef du gouvernement pendant moins de trois mois.

#### Constitution de 2014
L'article 71 de la Constitution de 2014 attribue le pouvoir exécutif conjointement au président de la République, qui exerce les fonctions de chef de l'État, et au gouvernement présidé par le chef du gouvernement.
Du fait de sa position, l'article 77 lui attribue la charge de représenter l'État et de définir les politiques générales dans les domaines de la défense, des affaires étrangères et de la sécurité nationale après consultation du chef du gouvernement. Il a également la compétence de dissoudre l'Assemblée des représentants du peuple dans les cas prévus par la Constitution, de présider le Conseil de la sécurité nationale et d'assurer le haut commandement des forces armées, de déclarer la guerre et de conclure la paix après approbation de l'Assemblée des représentants du peuple, de ratifier les traités, de décerner des décorations et d'accorder le droit de grâce. Le président se voit également autorisé par l'article 82 à soumettre « exceptionnellement » à référendum des projets de loi votés par l'assemblée s'ils touchent à la ratification de traités internationaux ou bien aux libertés et droits individuelles.
En cas de péril imminent, il peut toujours prendre les mesures nécessitées par cette situation, après consultation du chef du gouvernement et du président de l'Assemblée des représentants du peuple et après en avoir informé le président de la Cour constitutionnelle. Cependant, à tout moment et ce trente jours après l'entrée en vigueur de ces mesures, la Cour constitutionnelle peut être saisie en vue de vérifier dans les quinze jours si la situation exceptionnelle persiste.

#### Crise politique de 2021-2024
Le 25 juillet 2021, invoquant l'article 80 de la Constitution, Kaïs Saïed limoge le gouvernement, annonce la suspension de l'Assemblée des représentants du peuple — dont il lève l'immunité des membres —, la formation d'un nouveau gouvernement — qui sera responsable devant lui — et sa décision de gouverner par décrets ; il indique également qu'il présidera le parquet. Ennahdha dénonce aussitôt un « coup d'État ». Cette qualification de coup d'État est partagée par des analystes politiques et juristes, notamment en ce qui concerne la suspension des travaux parlementaires.
Le 22 septembre, il confirme par décret le prolongement des décisions ainsi que la dissolution de l'Instance provisoire chargée du contrôle de la constitutionnalité des projets de loi, et décide de suspendre les salaires et les bénéfices accordés au président de l'Assemblée des représentants du peuple et ses membres, et s'octroie le droit de gouverner par décret, récupérant de facto le pouvoir législatif,. Le 13 décembre, il annonce la tenue d'un référendum constitutionnel, prévu à l'été 2022.
Le 30 mars 2022, après la réunion virtuelle de 120 députés pour voter la fin des mesures d'exception en vigueur, Kaïs Saïed dissout le Parlement, ce qu'interdit pourtant la Constitution durant la période où l'état d'exception est appliqué, et menace les députés de poursuites judiciaires,.

### Nominations
En plus du Premier ministre et des membres du gouvernement, l'article 55 attribue au président de la République les nominations aux emplois supérieurs civils et militaires, qu'il fait sur proposition du gouvernement, même s'il peut éventuellement déléguer au Premier ministre ce pouvoir pour certains de ces emplois. Il accrédite par ailleurs les représentants diplomatiques tunisiens à l'étranger au titre de l'article 45 alors que les représentants diplomatiques des autres États sont accrédités auprès de lui.
Après la révolution de 2011, l'article 78 de la Constitution de 2014 lui confie la nomination du mufti de la République, des hautes fonctions publiques auprès de la présidence de la République et des établissements qui en dépendent, des hautes fonctions militaires, diplomatiques et de la sécurité nationale, après consultation du chef du gouvernement, et du gouverneur de la Banque centrale de Tunisie sur proposition du chef du gouvernement et après approbation de la majorité absolue des présents à l'Assemblée des représentants du peuple.

### Pouvoir législatif
Pour Hamadi Redissi, la Constitution de 1959 institue un régime présidentialiste déséquilibré au profit de l'exécutif car nettement supérieur au législatif : le président partage ainsi l'initiative des projets de loi avec le Parlement, ses projets étant prioritaires selon l'article 28 sans compter la possibilité pour lui d'intervenir dans le domaine législatif par le procédé des décrets-lois.
Il promulgue par ailleurs les lois et en assure la publication au Journal officiel de la République tunisienne dans un délai de quinze jours à compter de la transmission du texte par le président de la Chambre des députés ou de la Chambre des conseillers puis de l'Assemblée constituante. Pendant ce délai, il peut renvoyer le projet à la Chambre des députés pour une deuxième lecture. Adopté à la majorité des deux tiers, le projet est promulgué et publié dans un second délai de quinze jours. Par ailleurs, sur avis du Conseil constitutionnel qu'il saisit, le président peut renvoyer le projet ou certains de ses articles modifiés à la Chambre des députés pour une nouvelle délibération. Le projet amendé adopté à la majorité prévue à l'article 28 est promulgué et publié dans le délai requis.
L'article 81 de la Constitution de 2014 confirme que le président promulgue les lois et ordonne leur publication dans le Journal officiel de la République tunisienne. Par ailleurs, à l'exception des projets de lois constitutionnelles, il a toujours la capacité de renvoyer un projet pour une deuxième lecture à l'Assemblée des représentants du peuple. Il peut également renvoyer des projets de loi et traités internationaux à la Cour constitutionnelle selon l'article 120 et prendre l'initiative d'une révision de la Constitution tout comme un tiers des députés de l'Assemblée des représentants du peuple selon l'article 143. Il ne dispose toutefois plus de l'initiative des projets de loi.

### Pouvoir judiciaire
Le président de la République nomme les magistrats sur proposition du Conseil supérieur de la magistrature au titre de l'article 66 de la Constitution de 1959 dont il est le président du fait de sa fonction. Ce pouvoir consacre la dépendance organique du pouvoir judiciaire, les magistrats étant amovibles et dépendants du parquet alors que les membres du Conseil supérieur de la magistrature sont tous nommés par le président. Ce dernier est également le seul à pouvoir saisir le Conseil constitutionnel.
Le 14 juillet 2001, le magistrat Mokhtar Yahyaoui, oncle de Zouhair Yahyaoui, le fondateur du site web Tunezine, adresse une lettre ouverte à Zine el-Abidine Ben Ali où il dénonce « l'absence d'indépendance de la justice » et demande son intervention afin de « lever la tutelle » exercée, selon lui, sur l'appareil judiciaire. En outre, il affirme son « exaspération face aux conditions épouvantables du système judiciaire tunisien, dans lequel les autorités judiciaires et les juges ont été dépouillés de leurs pouvoirs constitutionnels ». Bien que cette lettre soit très diffusée à l'étranger, elle vaut à Yahyaoui une suspension de son emploi et une privation de salaire. Il est finalement révoqué le 29 décembre de la même année par un conseil de discipline qui l'incrimine de manquements à ses devoirs professionnels.
L'article 106 de la Constitution de 2014 confirme le pouvoir présidentiel de nomination des magistrats sur avis du Conseil supérieur de la magistrature. L'article 118 lui confie également la possibilité de proposer quatre candidats sur douze pour siéger à la Cour constitutionnelle.

### Pouvoir référendaire
Le président de la République peut, de par l'article 47 de la Constitution de 1959 issu de la révision constitutionnelle de 1997, soumettre directement et sans approbation parlementaire au référendum un projet de loi « ayant une importance nationale » ou portant sur des « questions touchant à l'intérêt supérieur du pays ». La seule limite concerne la constitutionnalité du texte soumis au peuple qui n'est toutefois pas automatiquement soumise à un contrôle du Conseil constitutionnel. Si le référendum approuve le projet soumis, le président le promulgue dans un délai maximum de quinze jours à compter de la date de proclamation des résultats. Il dispose aussi du droit de recourir au référendum pour des modifications constitutionnelles approuvées par le Parlement.
L'article 82 de la Constitution de 2014 confirme ce pouvoir référendaire en le caractérisant d'« exceptionnel » et en le limitant aux projets de loi qui portent sur l'approbation de traités internationaux, les droits de l'homme, les libertés ou le statut personnel.

## Cabinet
Le cabinet présidentiel assiste le chef de l'État dans l'accomplissement de ses tâches. Alors que Habib Bourguiba se décharge sur son Premier ministre pour présider le Conseil des ministres et s'opposa à Chedli Klibi sur la nomination de conseillers à la présidence, Zine el-Abidine Ben Ali réunit le plus souvent des conseils ministeriels restreints en s'appuyant sur ses nombreux conseils consultatifs.
Le cabinet du président Kaïs Saïed, est composé des membres suivants :
- Ministre-conseiller : Mustapha Ferjani[95] (depuis le 25 août 2022) ;
- Premier conseiller à la Sécurité nationale : Abderraouf Atallah[96] (depuis le 2 avril 2020) ;
- Premier conseiller chargé des Affaires sociales : Maher Ben Rayana[97] (depuis le 1er décembre 2019) ;
- Premier conseiller chargé du Service protocolaire : Naoufel Hdia[98] (depuis le 6 février 2020) ;
- Premier conseiller chargé des Services communs : Mourad Halloumi ;
- Premier conseiller, directeur général de la sûreté du chef de l'État et des personnalités officielles : Khaled Yahyaoui ;
- Premier conseiller chargé des Relations avec les instances constitutionnelles et la société civile : Moez Ouertani ;
- Conseiller auprès de l'Arrondissement de la sécurité nationale : Ridha Gharsallaoui[99] (depuis le 2 avril 2020) ;
- Conseillère chargée de la Coopération diplomatique : Sarra Maaouia[100] (depuis le 2 avril 2020) ;
- Conseiller chargé des Affaires économiques : Hassan Bedhief[101] (depuis le 1er août 2020) ;
- Conseillère chargée du Suivi médiatique : Rim Kacem ;
- Conseiller chargé du Suivi des dossiers de coopération avec les pays arabes, islamiques et africains : Abdelkarim Hermi ;
- Attaché à la Communication digitale : Ihsen Sbabti[102] (depuis le 27 mai 2020) ;
- Attaché : Karim Chtioui ;
- Attaché : Chokri Ben Ghazil ;
- Attaché : Omar Amine Abdallah ;
- Attaché : Ismaël Bdioui ;
- Attaché : Walid Hajjem ;
- Attaché : Mustapha Aoun Nabli ;
- Attachée : Souad Trabelsi ;
- Attaché : Maher Ghedira.

## Organismes sous tutelle
Les institutions suivantes sont rattachées directement à la présidence de la République :
- Médiateur administratif ;
- Structures de la sûreté du chef de l'État et des personnalités officielles ;
- Comité supérieur des droits de l'homme et des libertés fondamentales ;
- Institut tunisien des études stratégiques ;
- Haut comité du contrôle administratif et financier ;
- Fonds de solidarité nationale.

## Immunité
Le chef de l'État est irresponsable politiquement : la révision constitutionnelle de 1997 a fait en sorte que le président ne démissionne plus si un conflit prolongé l'oppose au Parlement et accepte simplement la démission du gouvernement. Celle de 2002 institue l'irresponsabilité pénale du président : le président bénéficie d'une immunité juridictionnelle durant l'exercice de ses fonctions mais aussi après la fin de l'exercice de celles-ci en ce qui concerne les actes qu'il a accomplis à l'occasion de son mandat.
L'article constitutionnel n'exclut toutefois pas qu'il puisse être traduit en justice mais il appartiendrait au juge de déterminer la nature privée ou publique des actes en rapport ou non avec l'exercice des fonctions présidentielles. Quant à la Haute Cour, elle a été instituée pour juger les seuls membres du gouvernement en cas de haute trahison mais pas le président malgré les débats initiaux de l'Assemblée constituante de 1956. La question de l'abus d'autorité à des fins d'enrichissement a également été abordée par cette constituante mais aucun article mettant en cause la responsabilité du président ou des membres du gouvernement ne figure dans la Constitution.
Par ailleurs, en septembre 2005, la Chambre des députés adopte un texte de loi accordant des avantages aux « présidents de la République dès la cessation de leurs fonctions » et à leurs familles en cas de décès. L'ancien président bénéficie d'une rente viagère équivalente à celle qu'il reçoit en exercice et d'un ensemble de commodités (logement, personnel et prestations sanitaires). Cette loi voit aussi son épouse et ses enfants en bénéficier, jusqu'à l'âge de 25 ans pour ces derniers, y compris en cas de décès de l'ancien président et de son épouse.
L'article 87 de la Constitution de 2014 revient en arrière et, même s'il confirme que le président bénéficie de l'immunité durant la totalité de son mandat, il assure la suspension des délais de prescription et de déchéance et permet aux procédures de reprendre après la fin du mandat, même s'il ne peut être poursuivi pour des actes effectués dans le cadre de l'exercice de ses fonctions. De plus, l'Assemblée des représentants du peuple peut, selon les termes de l'article 88, présenter une motion pour mettre fin au mandat du président en cas de violation manifeste de la Constitution ; celle-ci est transmise après approbation de deux tiers de ses membres à la Cour constitutionnelle qui statue sur la question et décide de la révocation du président, le privant ainsi du droit de se porter candidat à toute élection.

## Siège
Le siège officiel de la présidence de la République est fixé à Tunis et sa banlieue, plus précisément à Carthage où se trouve le principal palais présidentiel. Toutefois, dans des circonstances exceptionnelles, il peut être transféré provisoirement en tout point du territoire national. Ainsi, Monastir est sous Bourguiba dotée d'un palais présidentiel qui reste une propriété de l'État et non de la famille Bourguiba.

## Longévité
- Présidence la plus longue : Habib Bourguiba (30 ans, 3 mois et 9 jours)
- Présidence la plus courte : Moncef Marzouki (3 ans et 18 jours)[N 5]
- Président le plus jeune en début de mandat : Zine el-Abidine Ben Ali (51 ans)
- Président le plus jeune en fin de mandat : Moncef Marzouki (69 ans)
- Président le plus âgé en début de mandat : Béji Caïd Essebsi (88 ans)
- Président le plus âgé en fin de mandat : Béji Caïd Essebsi (92 ans)
- Anciens présidents encore vivants :
  - Moncef Marzouki
  - Mohamed Ennaceur

| Rang | Nom                     | En jours     | En années                  | N° | Dates     | Commentaire                        |
| ---- | ----------------------- | ------------ | -------------------------- | -- | --------- | ---------------------------------- |
| 1    | Habib Bourguiba         | 11 062 jours | 30 ans, 3 mois et 13 jours | 1  | 1957-1987 | Démis de sa fonction.              |
| 2    | Zine el-Abidine Ben Ali | 8 469 jours  | 23 ans, 2 mois et 7 jours  | 2  | 1987-2011 | Fuit le pays durant la révolution. |
| 3    | Kaïs Saïed              | 2 128 jours  | 5 ans, 9 mois et 28 jours  | 5  | 2019-     | Mandat en cours.                   |
| 4    | Béji Caïd Essebsi       | 1 667 jours  | 4 ans, 6 mois et 24 jours  | 4  | 2014-2019 | Mort en fonction.                  |
| 5    | Moncef Marzouki         | 1 114 jours  | 3 ans et 18 jours          | 3  | 2011-2014 | Battu à l'élection de 2014.        |